# حمزه الدردور
حمزه دردور (عربی: حمزة الدردور؛ زادهٔ ۱۲ مهٔ ۱۹۹۱) یک بازیکن فوتبال اهل اردن است.
وی همچنین در تیم ملی فوتبال اردن بازی کرده‌است.